# بريان بومغارتنر
بريان بومغارتنر (بالإنجليزية: Brian Baumgartner)‏ مواليد 29 نوفمبر 1972 في أتلانتا، جورجيا، الولايات المتحدة، هو ممثل أمريكي بدأ مسيرته الفنية عام 2001.

## الأعمال
- سي اس آي: التحقيق في موقع الجريمة
- المكتب
- أربعة أعياد ميلاد
- وقت المغامرة
- مايك و مولي
- عقول إجرامية
- الجسر

## وصلات خارجية
- بريان بومغارتنر على موقع IMDb (الإنجليزية)
- بريان بومغارتنر على موقع روتن توميتوز (الإنجليزية)
- بريان بومغارتنر على موقع ألو سيني (الفرنسية)
- بريان بومغارتنر على موقع أول موفي (الإنجليزية)
- بريان بومغارتنر على موقع قاعدة بيانات الأفلام السويدية (السويدية)
- بريان بومغارتنر على موقع قاعدة بيانات الفيلم (الإنجليزية)
- بريان بومغارتنر على موقع كينوبويسك (الروسية)